# Mademoiselle K
Mademoiselle K es un grupo francés de rock, creado por Katerine Gierak, vocalista junto con otros tres músicos. La banda incluye en su nombre la letra K por el nombre de la cantante.

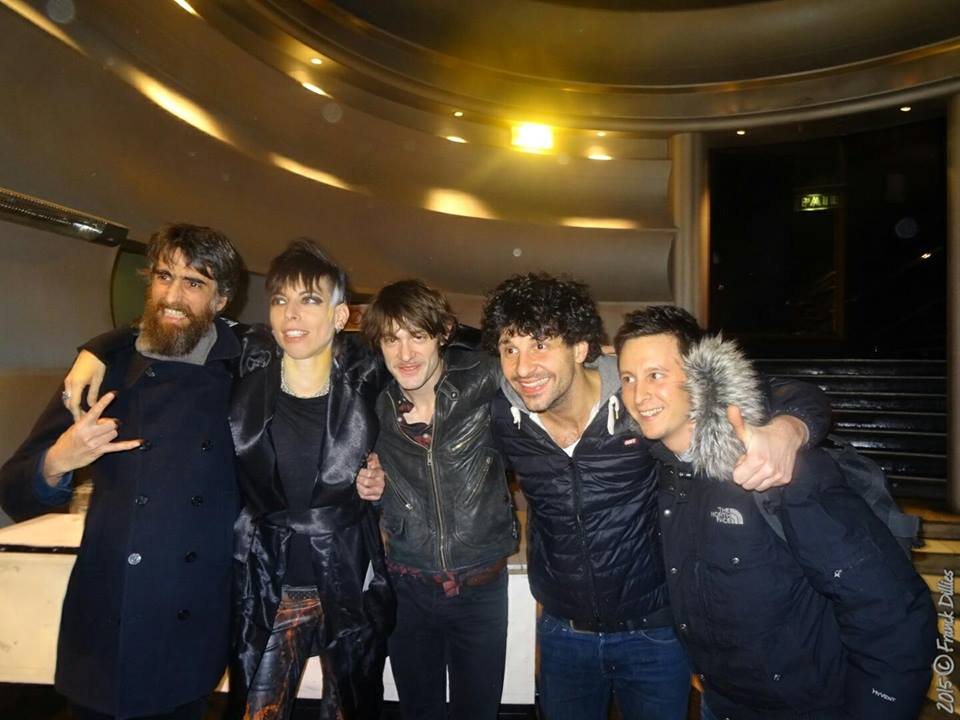
El grupo al completo (antiguos y nuevos miembros) en la Cigale, el 26 de enero de 2015. De izquierda a derecha: Pierre Louis Basset (« Pilou »), Katerine Gierak, Pierre-Antoine Combard (« Peter »), David Boutherre, y su sucesor, Colin Russeil

## Biografía de Katerine Gierak
Katerine Gierak nació el 17 de noviembre de 1980 en Levallois-Perret, hija de una madre francesa y un emigrante polaco que llegó a Francia a la edad de quince años. Con solo cinco años se inicia en la música y quería ser de mayor ser directora de orquesta. A los seis años, su madre la inscribe en clases de música y aprende a tocar la flauta dulce. Aprende también guitarra clásica yluego guitarra eléctrica. En la escuela secundaria conoce a Annick Chartreux, quien se convertiría en su mentora y maestra de música.
Estudió musicología en la Sorbona-París IV de 1999 a 2005. En 2009 se formó en la ACP La Manufacture Chanson. Durante estos años, en paralelo, trabajó en sus canciones, que evolucionaron rápidamente hacia un estilo rockero nutrido de múltiples influencias. En 2004 conoció a Yvan Taïeb, quien se convirtió en su manager, la programó regularmente en el local House of Live (antes Chesterfield Café) y finalmente le permitió darse a conocer en el mundo de la música. Conoce por entonces a los actuales componentes de la banda. No consigue el certificado de aptitud al profesorado (CAPES), lo que inspirará su canción Ça sent l'été.
Yvan Taïeb se convierte en su productor con el sello Roy Music. Los álbumes de Mademoiselle K producidos por Roy Music tienen licencia de EMI. Ofrece más de 300 conciertos en cuatro años.
En abril de 2007 participó en el espectáculo Taratata por invitación de Jacques Higelin con quien interpretó Bonnie and Clyde de Serge Gainsbourg. Fue nominada a las premios Victoires de la Musique 2009 en la categoría de álbum pop rock del año, por su disco Jamais la paix.  En 2011, Mademoiselle K retoma su tema Me taire te plaire a dúo con Zazie. En enero del 2011, el grupo lanza su tercer álbum de estudio, Jouer Dehors. Los primeros dos discos (y por ende el tercero) muestran un estilo homogéneo que se basa un rock garage-noise que viene de influencias como Sonic Youth, P.J. Harvey y David Bowie. Sin embargo, su cuarto disco busca un sonido más pop. Para este trabajo, se acercó más a las influencia del David Bowie tardío y de los Arcade Fire.
En diciembre de 2013, anunció el lanzamiento de un álbum en inglés, sabiendo que la "despedirían" de su compañía discográfica. A esto le sigue una gira en primavera y otoño de 2014, en la que prueba sus nuevas canciones en inglés junto con algunos de sus clásicos en francés. En enero de 2015, se lanzó el cuarto álbum de estudio de Mademoiselle K. Hungry Dirty Baby con un grupo muy cambiado. Pierre-Louis Basset (bajo) y David Boutherre (baterista) se van y entra Colin Russeil como nuevo baterista. Pierre-Antoine Combard, colega y alter ego musical desde siempre, permanece en la guitarra, y se inicia también en el bajo, alternando con Katerine Gierak. Tras un desacuerdo con su antigua compañía discográfica, EMI Music, ahora Parlophone/Warner, que se negó a firmar el cuarto álbum en inglés, Mademoiselle K puso fin a su asociación y fundó su propia productora, Kravache. El grupo presenta este último en concierto en La Cigale, el 26 de enero de 2015 seguido de una gira por Francia.
En marzo de 2017, el grupo emplea la plataforma de micromecenazgo Ulule para financiar por participación popular su nuevo álbum, Sous les brûlés, l'incandescence intact.
En mayo de 2022, nuevamente con Ulule financian su sexto álbum, de título Chlorophorme, que sale en octubre de 2022. Al alcanzar su objetivo de financiación en unas pocas horas, el grupo volvió a confirmar su capacidad de producción buscando el apoyo directo de sus fans.

## Discografía
2006: Ça me vexe
1. Reste là
2. Ça sent l'été
3. Ça me vexe
4. Le Cul entre deux chaises
5. Crève
6. Grimper tout là haut
7. Jalouse
8. Fringue par fringue
9. À l'ombre
10. À côté
11. Plus le cœur à ça
12. Final
13. Peur du noir
14. In English

2008: Jamais la paix
1. Le Vent la fureur
2. A.S.D.
3. Jamais la paix
4. Maman XY
5. Grave
6. Pas des carrés
7. En smoking
8. Click Clock
9. Tea Time
10. Alors je dessine
11. Enjoliveur
12. Espace

2009: Live
1. Crève
2. K
3. Ca Me Vexe
4. Jamais La Paix
5. Espace
6. Maman Xy
7. Le Cul Entre Deux Chaises
8. Pas De Carrés
9. Vt²=T
10. Click Clock
11. Le Vent La Fureur
12. Alors Je Dessine
13. Ça Sent L'été
14. A Côté
15. Final
16. Jalouse

2011: Jouer dehors
1. Aisément
2. Branc
3. Jouer dehors
4. La corde
5. Que toi
6. Vade retro
7. Toujours imparfait
8. Laurène Lhorizon
9. Me taire te plaire
10. Sioux
11. T'es mort?
12. Solidaires
13. A l'infini
14. Where heaven

2015: Hungry Dirty Baby
1. I Can Ride A Fuked Up Bul 3:04
2. Glory 3:48
3. R U Swimming ? 4:31
4. Hungry Dirty Baby 3:17
5. Love Robots 3:44
6. Walk Of Shame 3:33
7. UR WOW 3:48
8. Watch Me 3:48
9. Laaa La 3:26
10. Morning Song 4:59
11. Someday 5:53
12. C La Mort (Bonus Track) 3:21

2017: Sous les brûlures, l'incandescence intacte
1. Bonjour bonjour
2. S I C K
3. On s'est laissé
4. J'ai pleuré
5. Sous les brûlures
6. Pour aller mieux
7. Ça ne sera pas moi
8. Hypnotisés vers la lumière
9. Suckin' My Brain
10. We're Kissing Baïe Baïe

2022: Mademoiselle K
1. Chlorophorme
2. Nos intensités
3. Garçon bleu
4. Vercors hardcore
5. Les trains
6. Gâché
7. J'rêve d'un CRS
8. Gratin de tendresse
9. Sous mon pull
10. Ta sueur
11. Trafiquante de crêtes

## Listas de ventas
| Año  | Nombre         | Ventas físicas | Descargas digitales |
| ---- | -------------- | -------------- | ------------------- |
| 2006 | Ça me vexe     | 33             | 15                  |
| 2008 | Jamais la paix | 12             | 6                   |
| 2011 | Jouer dehors   | 20             | 6                   |